# Ставне (станція)
Ставне — проміжна залізнична станція Львівської залізниці, розташована у селі Ставне Великоберезнянського району Закарпатської області. 
Розташована на лінії Самбір — Чоп, між станціями Волосянка-Закарпатська (9 км) та Жорнава (7 км).

## Історія
Станцію було відкрито 1904 року у складі залізниці Великий Березний — Сянки. До 1918 року вживався угорський варіант назви села та станції Fenyvesvölgy.
Електрифіковано станцію 1968 року у складі залізниці Самбір — Чоп. 
На станції зупиняються лише приміські електропотяги.